# Eleonora Louis
Eleonora Louis (* 1958; † 30. Dezember 2009) war eine österreichische Kunsthistorikerin und Kuratorin.

## Leben
Eleonora Louis studierte Kunstgeschichte an der Universität Salzburg.
Anfangs Kuratorin an der Kunsthalle Wien und bei der Graphischen Sammlung der Albertina in Wien war sie ab 2004 als Kuratorin und Sammlungsleiterin sowie Vizedirektorin wesentlich am Aufbau des Museums der Moderne Salzburg beteiligt.

## Publikationen
- Andreas Sobik. Schlaft gut. Wiener Secession 2. Oktober bis 3. November 1991, Wien 1991, ISBN 3-900803-43-9.
- Die Sprache der Kunst. Die Beziehung von Bild und Text in der Kunst des 20. Jahrhunderts. Ausstellungskatalog 3. September bis 17. Oktober 1993, Aufsatzsammlung, Kunsthalle Wien, Ed. Cantz, Stuttgart 1993, ISBN 3-89322-528-X.
- Secession. Die Wiener Secession vom Kunsttempel zum Ausstellungshaus. Aufsatzsammlung, Vereinigung Bildender Künstler Wiener Secession, Hatje Cantz Verlag, Ostfildern-Ruit 1997, ISBN 3-7757-0702-6.
- Hrsg. mit Toni Stooss: Oskar Schlemmer – Tanz, Theater, Bühne. Aufsatzsammlung, Vortragsreihe zur Ausstellung, Schriftenreihe der Kunsthalle Wien, Ritter, Klagenfurt 1997, ISBN 3-85415-215-9.
- Hrsg. mit Lisi Breuss: Stadträume -träume. Eine Ausstellung in Szombathelyi Képtár, Ungarn 16. Juni bis 28. Juli 1998, Képtár, Szombathelyi 1998, ISBN 963-8358-30-6.
- Vom Tafelbild zum Wandobjekt. Bestandskatalog Band 1,  Museum der Moderne Salzburg, Bibliothek der Provinz, Weitra 2005, ISBN 3-85252-713-9.
- Hrsg. mit Susanne Rolinek: Vom Tafelbild zum Wandobjekt. Bestandskatalog Band 2,  Museum der Moderne Salzburg, Bibliothek der Provinz, Weitra 2006, ISBN 3-85252-714-7.
- Hrsg. mit Toni Stooss: Kunst auf der Bühne. Les Grands Spectacles II. Katalog zur gleichnamigen Ausstellung, held at the Museum der Moderne Salzburg, Mönchsberg 22. Juli – 8. Oktober 2006, Bibliothek der Provinz, Weitra 2006, ISBN 3-85252-772-4.
- Igor Strawinsky. Ich muss die Kunst anfassen. Ausstellung im Museum der Moderne Salzburg, Rupertinum 22. Februar – 1. Mai 2007, Bibliothek der Provinz, Weitra 2006, ISBN 3-85252-784-8.
- Hermann Höller. Ein Leben für die Kunst. Jubiläums-Ausstellung anlässlich des 100. Geburtstages von Hermann Höller, Stadtgalerie Vöcklabruck 27. August bis 14. September 2007, Texte von Eleonora Louis und der Familie Höller, Kilian Verlag, Vöcklabruck 2007, ISBN 978-3-901745-20-1.
- Die andere Seite. Alfred Kubin – Zeichner und Illustrator. Katalog zur gleichnamigen Ausstellung im Museum der Moderne Salzburg, Rupertinum 25. April – 12. Juli 2009, Bibliothek der Provinz, Weitra 2009, ISBN 978-3-85252-001-8.

## Ausstellungen
- 1994 Glaube Liebe Hoffnung Tod. Kunsthalle Wien[2]